# Point of Rocks (Maryland)
Point of Rocks est une census-designated place située dans le comté de Frederick, dans l’État du Maryland, aux États-Unis. Lors du recensement de 2020, elle comptait 1 886 habitants.